# Эдуардо-Авароа
Эдуардо-Авароа, или: Эдуардо-Абароа (исп. Provincia de Eduardo Abaroa, кечуа Ch'allapata pruwinsya) — одна из 16 провинций боливийского департамента Оруро. Площадь составляет 3738 км². Население по данным на 2001 год — 27 675 человек. Плотность населения — 7,4 чел/км². Столица — город Чальяпата.

## География
Расположена в юго-восточной части департамента. Территория провинции протянулась на 90 км с севера на юг и на 100 км с запада на восток. Граничит с департаментом Потоси (на юге и востоке) и провинциями: Поопо (на северо-западе), Суд-Карангас и Ладислао-Кабрера (на западе), Себастьян-Падагор (разделяет 2 муниципалитета провинции).
В административном отношении делится на 2 муниципалитета: Чальяпата и Сантуарио-де-Килькас.

## Население
Основной язык провинции — кечуа, на нём говорят более 70 % населения; большая часть владеет также испанским, около 23 % населения говорят на аймара. Католики составляют 86,6 % населения, протестанты — 11,9 %. 68,9 % населения провинции заняты в сельском хозяйстве. Население, по данным переписи 1992 года, составляло 23 147 человек.